# Castions di Strada
Castions di Strada (friuli nyelven Cjasteons di Strade) település Olaszországban, Friuli-Venezia Giulia régióban, Udine megyében. Lakosainak száma 3644 fő (2023. január 1.). Castions di Strada Bicinicco, Carlino, Gonars, Mortegliano, Pocenia, San Giorgio di Nogaro, Talmassons, Muzzana del Turgnano és Porpetto községekkel határos.

## Népesség
A település népességének változása:
| Lakosok száma | 3817 | 3767 | 3644 |
|               | 2017 | 2018 | 2023 |